# Плектосферелла огурцов
Плектосфере́лла огурцо́в (лат. Plectosphaerélla cucumerína) — вид грибов-аскомицетов, относящийся к роду плектосферелла (Plectosphaerella) порядка Glomerellales. Ранее это название применялось только по отношению к телеоморфной стадии гриба, а анаморфа называлась фуза́риум таба́чный (Fusárium tabacínum).

## Описание
Колонии на картофельно-декстрозном агаре (PDA) быстрорастущие, с мицелием в белых или желтоватых тонах, часто слизистые от обильного развития конидиального спороношения.
Конидии образуются в слизистых головках на концах одиночных или собранных в мутовки фиалид, впоследствии фиалида может пролиферировать, давая начало новой фиалиде. Фиалиды цилиндрические до шиловидных, 8—26 × 2,5—3,5 мкм. Конидии цилиндрические, слабо изогнутые до прямых, 12—16 × 3—4 мкм. Хламидоспоры неизвестны.
Гомоталличный вид, изредка образующий в культуре коричневые перитеции 180—330 × 100—200 мкм, шаровидные, затем яйцевидные. Аски восьмиспоровые, булавовидные, 55—65 × 6—9 мкм. Аскоспоры обычно двурядно расположенные, эллипсоидальные, двуклеточные, 11—15 × 3—4 мкм,в каждой клетке с двум масляными каплями.

## Экология и значение
Широко распространённый в Евразии, Северной Америке и Африке вид, вызывающий различные поражения овощных и цветочных культур (огурца, томата, картофеля, дыни, салата, бобов, гороха, чеснока, также флокса, фиалки, льна, табака), а также прочих растений.

## Таксономия
Plectosphaerella cucumerina (Lindf.) W.Gams, Persoonia 5 (2): 179 (1968). — Venturia cucumerina Lindf., Meddelande Centralanst. Försksv. Jordbruksomr. Bot. Avd. 7 (1919).

### Синонимы
- Cephalosporiopsis imperfecta Moreau & V.Moreau, 1941
- Cephalosporium ciferrii Verona, 1939
- Cephalosporium tabacinum J.F.H.Beyma, 1933
- Fusarium tabacinum (J.F.H.Beyma) W.Gams, 1968
- Microdochium tabacinum (J.F.H.Beyma) Arx, 1984
- Micronectriella cucumeris (Kleb.) C.Booth, 1971
- Monographella cucumerina (Lindf.) Arx, 1984
- Plectosphaerella cucumeris Kleb., 1929
- Plectosporium tabacinum (J.F.H.Beyma) M.E.Palm et al., 1995
- Venturia cucumerina Lindf., 1919